# Calcidiol
Calcidiol (auch Calcifediol, 25(OH)D, 25-HCC oder 25-Hydroxy-Vitamin-D) ist eine Hormonvorstufe (Vorläufer der aktiven Form von Vitamin D) im Vitamin-D-Stoffwechsel, die in der Leber durch die Vitamin-D-25-Hydroxylase aus Cholecalciferol gebildet wird. In der Niere erfolgt weiterhin die Umwandlung zum Steroidhormon Calcitriol. Sowohl Calcidiol als auch Calcitriol wurden durch Michael F. Holick identifiziert.

## Medizinische Bedeutung
Calcidiol bewirkt unter anderem die Förderung der Aufnahme von Calcium im Darm (aus der Nahrung) und der Resorption und Bewahrung von Calcium durch die Nieren.
Der Calcidiol-Spiegel wird bestimmt, um den Vitamin-D-Status eines Patienten zu bestimmen. Der Calcidiol-Spiegel weist in Deutschland typische saisonale Schwankungen auf. Die niedrigsten Calcidiol-Spiegel werden in den Monaten Februar und März gemessen und die höchsten Werte werden im August und September erreicht. Strittig ist zurzeit noch der Grenzwert, der im Labortest einen Vitamin-D-Mangel anzeigt. Hier schwanken die Angaben der verschiedenen Autoren zwischen 10 ng/ml und 32 ng/ml.
Arzneilich wird Calcifediol in der Behandlung der Osteoporose und Osteomalazie verwendet (Handelsname Dedrogyl).